# Edd Byrnes

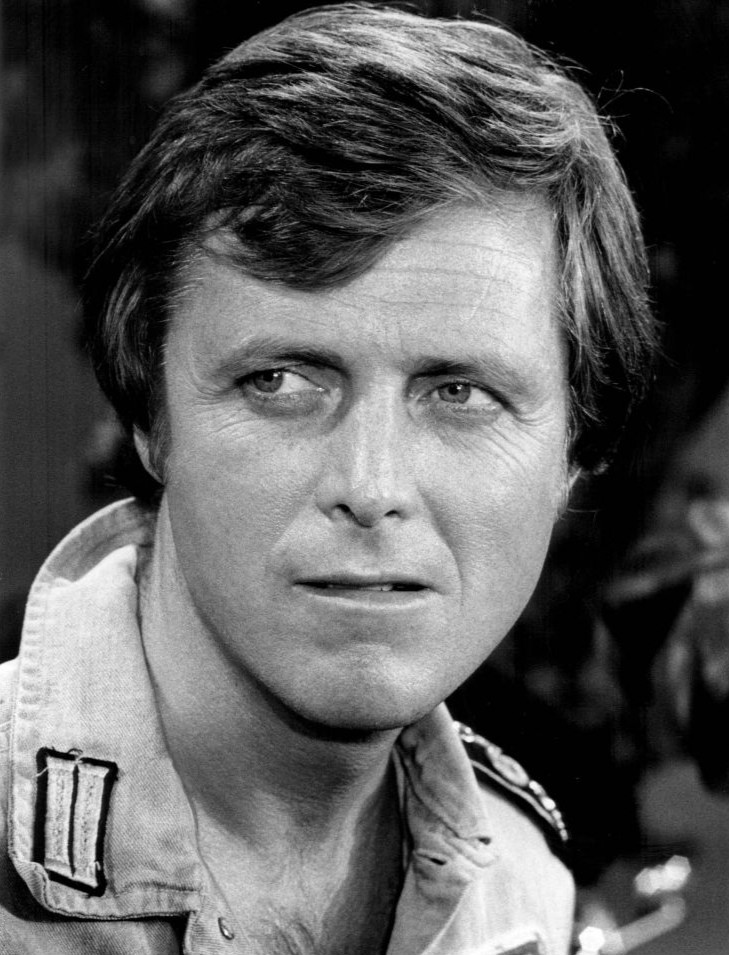
Edd Byrnes (1973)

Edward „Edd“ Byrnes (* 30. Juli 1932 als Edward Byrne Breitenberger in New York City; † 8. Januar 2020 in Santa Monica) war ein US-amerikanischer Schauspieler und Sänger. Die Rolle des Gerald „Kookie“ Kookson in der Serie 77 Sunset Strip machte ihn ab 1958 zu einem der ersten Teenager-Idole der Fernsehgeschichte.

## Leben
Edward Byrne Breitenberger hatte deutsche und irische Vorfahren, er wuchs in bescheidenen Verhältnissen in New York auf. Als er 13 Jahre alt war, verstarb sein Vater an einer Leberzirrhose. Nach ersten Schauspielerfahrungen auf der Bühne und im Fernsehen zog er Mitte der 1950er-Jahre nach Los Angeles zur Filmindustrie. Er änderte seinen Nachnamen zu Byrnes, dem Nachnamen des Großvaters mütterlicherseits, und wurde in dem Gene-Kelly-Film Marjorie Morningstar als Edward Byrnes im Vorspann erwähnt. Seine Filmauftritte blieben allerdings zunächst klein.
Seinen Durchbruch feierte Byrnes Ende der 1950er-Jahre als Gerald Lloyd „Kookie“ Kookson III in der Detektivserie 77 Sunset Strip. Edward Byrnes avancierte damit zu einem Teenager-Idol. 1959 landete er, begleitet von Connie Stevens, einen Charts-Hit mit Kookie, Kookie, Lend Me Your Comb. Das Lied nahm ironisch Bezug auf die Tatsache, dass sich Kookie in der Serie ständig mit einem Taschenkamm die Haare kämmte. Die Figur des Kookie war zu Serienbeginn nur ein einfacher Autoeinparker, als Byrnes allerdings mit seinem Ausstieg aus der Serie drohte, beförderten sie die Figur ab der zweiten Staffel zum Junior-Detektiv und erhöhten die Gage des Schauspielers. Die an einen Beatnik erinnernde Figur traf den damaligen Zeitgeist des jugendlichen Publikums. Die Popularität von Byrnes schwappte auch nach Deutschland über: Er wurde mit vier Bravo Ottos zwischen 1963 und 1966 ausgezeichnet und galt dem Spiegel im November 1963 als „derzeit beliebtester Fernsehdarsteller“ des Landes.
Nachdem Byrnes sich 1963 aus seinem Vertrag bei Warner Brothers kaufte und 77 Sunset Strip verließ, wollte der inzwischen 30-jährige Darsteller sich von seinem jugendlichen Image lösen. In Deutschland drehte er Ende 1963 eine große Samstagabendshow mit ihm als Mittelpunkt, der Showtitel Kookie & Co. brachte ihn allerdings nicht von seiner Paraderolle weg. Nachdem er in den USA komplett auf die Figur des Kookie festgelegt war und sich nicht als Filmstar etablieren konnte, ging er zeitweise nach Europa und war auch in drei Italowestern zu sehen. In späteren Jahren spielte er in Hollywood gelegentlich selbstironische Rollen: In dem Film Grease von 1978, dessen Handlung in der Hochzeit der Popularität von Byrnes angesiedelt ist, übernahm er die Nebenrolle des lüsternen Fernsehmoderators Vince Fontaine. Er hatte auch Gastauftritte in den Fernsehserien Eine schrecklich nette Familie, Quincy, Drei Engel für Charlie sowie mehrere Auftritte in der Serie Mord ist ihr Hobby. Zuletzt stand Byrnes 1999 in dem Fernsehfilm Shake, Rattle and Roll: An American Love Story als Schauspieler vor der Kamera.
1962 heiratete Byrnes die Schauspielerin Asa Maynor (* 1936), ihr gemeinsamer Sohn ist der heutige Fernsehmoderator Logan Byrnes. Die Ehe scheiterte und der Schauspieler hatte für einige Zeit mit Alkohol- und Tablettensucht zu kämpfen, überwand die Sucht allerdings Anfang der 1980er-Jahre und setzte sich später öffentlich für Aufklärung über Alkoholismus ein. 1996 veröffentlichte er die Autobiografie Kookie No More: Televisions 1st Teen Idol bei dem Verlag Barricade Books. Er starb im Januar 2020 in seinem Haus in Santa Monica im Alter von 87 Jahren unerwartet eines natürlichen Todes und hinterließ seine Lebensgefährtin Catherine Gross.

## Filmografie (Auswahl)

### Film
- 1957: Die Nacht kennt keine Schatten (Fear Strikes Out)
- 1957: Johnny Trouble
- 1958: Von Panzern überrollt (Darby’s Rangers)
- 1958: Die Liebe der Marjorie Morningstar (Marjorie Morningstar)
- 1958: Die Augenzeugin (Girl on the Run) – Pilotfilm zur Serie 77 Sunset Strip
- 1959: Geheimkommando (Up Periscope)
- 1959: Man nannte ihn Kelly (Yellowstone Kelly)
- 1964: Geheimauftrag Dubrovnik (The Secret Invasion)
- 1967: Leg ihn um, Django (Vado... l’ammazzo e torno)
- 1967: Ein Stoßgebet für drei Kanonen (Professionisti per un massacro)
- 1967: Die Satansbrut des Colonel Blake (7 winchester per un massacro)
- 1973: Bis die Gänsehaut erstarrt (Wicked, Wicked)
- 1974: Stardust
- 1978: Grease
- 1987: Death Squad (Mankillers)
- 1987: High-Life am Strand (Back to the Beach)
- 1988: Party Line
- 1989: Die Wilde von Beverly Hills (Troop Beverly Hills)

### Fernsehen
- 1956: Crossroads (eine Folge)
- 1958–1963: 77 Sunset Strip (142 Folgen)
- 1964: Cookie & Co.
- 1969: The Silent Gun (Fernsehfilm)
- 1969: Mannix (eine Folge)
- 1974: Glücksrad (Wheel of Fortune, Pilotsendung, eine Folge)
- 1975: Mobile Two (Fernsehfilm)
- 1977: Der Killer muß warten (Telethon, Fernsehfilm)
- 1978–1981: Vegas (Vega$, zwei Folgen)
- 1979: $weepstake$ (neun Folgen)
- 1980 Chips
- 1981: Drei Engel für Charlie (Charlie’s Angels, eine Folge)
- 1981: Twirl (Fernsehfilm)
- 1982: Love Boat (The Love Boat, eine Folge)
- 1983: Quincy (Quincy, M. E., eine Folge)
- 1987: Throb (eine Folge)
- 1990–1995: Mord ist ihr Hobby (Murder, She Wrote, drei Folgen)
- 1992: Eine schrecklich nette Familie (Married… with Children, eine Folge)
- 1999: Shake, Rattle and Roll: An American Love Story (Fernsehfilm)

## Auszeichnungen in Deutschland
- 1963 Goldener Bravo Otto
- 1964 Silberner Bravo Otto
- 1965 Silberner Bravo Otto
- 1966 Bronzener Bravo Otto